# Florvil Hyppolite
Louis Mondestin Florvil Hyppolite (* 26. Mai 1828 in Port-au-Prince; † 24. März 1896 ebenda) war ein haitianischer Politiker und Präsident von Haiti.

## Biografie

### Militärische und politische Laufbahn
Sein Vater Jacques Sylvain Gelin Hyppolite, Duc de la Bande du Nord, war selbst Kriegsminister im Kabinett von Philippe Guerrier und 1845 Mitglied des Rates der Staatssekretäre. Florvil Hyppolite selbst absolvierte nach dem Schulbesuch eine militärische Laufbahn und wurde in deren Verlauf bereits 1848 zum Hauptmann befördert. Gegen Ende seiner militärischen Laufbahn wurde er zum General ernannt.
Später begann er eine politische Laufbahn. Bereits am 3. Oktober 1879 wurde er nach dem Sturz der provisorischen Regierung von Joseph Lamothe und dessen Verhaftung selbst Vorsitzender einer Provisorischen Regierung. Das Amt des Präsidenten übergab er am 25. Oktober 1879 an den Minister für Finanzen, Handel und Auswärtiges der Provisorischen Regierung, General Lysius Salomon. Zuletzt wurde er 1888 von Präsident François Denys Légitime zum Landwirtschaftsminister in dessen Kabinett berufen. Seit November 1888 stand er einer Gegenregierung in Nord-Haiti vor.

### Präsident 1889 bis 1896
Nach der Änderung der Verfassung durch die Konstituierende Nationalversammlung am 24. September 1889 in Gonaïves wurde Hyppolite am 9. Oktober 1889 für eine Amtszeit von sieben Jahren zum Präsidenten von Haiti gewählt und damit zum Nachfolger des kommissarischen Präsidenten Monpoint Jeune. Am 17. Oktober leistete er seinen Amtseid und sah sich bereits unmittelbar darauf mit einer außenpolitischen Schwierigkeit konfrontiert.

#### Die Krise um die Halbinsel Môle Saint-Nicolas
Die USA waren zu dieser Zeit auf der Suche nach einem geeigneten Standort für einen Marinestützpunkt in der Karibik. Zwar handelte es sich um ein älteres Vorhaben, das aber 1889 einen neuen Schwerpunkt der US-amerikanischen Politik bildete. In diesem Jahr wurde erneut intensiv über den Bau des Nicaragua-Kanals als Konkurrenz zum zeitgleich geplanten Panamakanal diskutiert, nicht zuletzt weil im Dezember 1887 amerikanische Ingenieure mit neuen Bodenaufnahmen begonnen hatten. Dies führte auf US-amerikanischer Seite zu Spannungen mit Großbritannien aufgrund von Vertragsverpflichtungen.
Durch diese Pläne einer Verbindung zwischen Pazifik und Atlantik wurde auch Haiti als attraktiver Standort einer Marinestation angesehen. Aus seefahrerischer Sicht war Haitis strategisches Hauptkapital die Môle Saint-Nicolas, eine erhöht liegende, aus Kalkstein bestehende Halbinsel von etwa 5,5 Kilometern Länge im äußersten Nordosten Haitis, die einen Hafen am nördlichen Eingang zur Passage der Winde (Windward-Passage) bildete. Im 19. Jahrhundert wurde der äußere Hafen der Halbinsel für uneinnehmbar gehalten. Dadurch wurde die Halbinsel als andauernde Verlockung für schwache Regierungen und revolutionäre Gruppen zum Verkauf an ausländische Schutzmächte angesehen. Im Laufe der Zeit glaubten die Haitianer jedoch, dass ihre Autonomie nahezu mystisch mit dem Festhalten an der Kontrolle von Môle Saint-Nicolas verbunden war.
Die USA erhofften sich aufgrund der Sympathie von Präsident Hyppolite für die USA die Halbinsel in ihr Eigentum zu bekommen, um dort einen Marinestützpunkt zu begründen. Dabei vergaß die USA jedoch, dass das haitianische Volk nicht beabsichtigte einen Teil seines Territoriums aufzugeben. Dadurch sah sich der Präsident dem geeinten Unwillen des Volkes ausgesetzt, das durch eine Besitzaufgabe an Môle Saint-Nicolas die Unabhängigkeit der Nation beziehungsweise die Integrität seines Territoriums in Gefahr sah. Ungeachtet dieser Haltung beauftragte US-Präsident Benjamin Harrison auf Ratschlag seines Außenministers (Secretary of State), James G. Blaine, den Befehlshaber des Nordatlantikgeschwaders Konteradmiral Bancroft Gherardi über den Aufkauf von Môle Saint-Nicolas zu verhandeln.

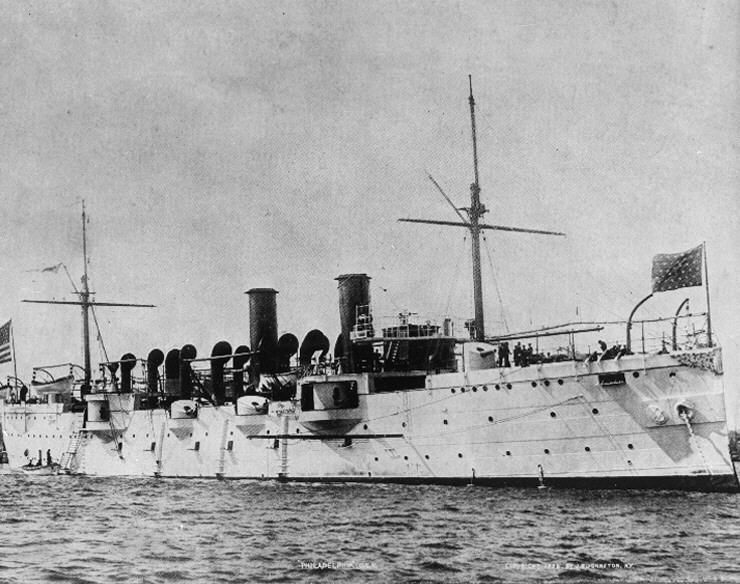
USS Philadelphia

Zum Zweck der Einschüchterung der Haitianer wurde ein starker Flottenverband mit über 100 Geschützen und 2.000 Mann Besatzung nach Port-au-Prince verlegt. Dieses Flottenaufgebot erreichte jedoch nicht den gewünschten Zweck der Einschüchterung, sondern vielmehr einen lautstarken landesweiten Protest, der auch Präsident Hyppolite zwang, seine Sympathie für die USA abzumildern. In einem Schreiben, dass Konteradmiral Gherardi von seinem Flaggschiff, der USS-Philadelphia an die haitianische Regierung sandte, hieß es:
So lange die Vereinigten Staaten der Pächter der Môle Saint-Nicolas sei, werde die Regierung von Haiti keinen anderen Hafen oder Freihafen oder ein anderes Territorium seines Besitztums verpachten oder anderweitig verwerten oder andere besondere Privilegien oder Rechte zum Gebrauch daran an andere Mächte, Staaten oder Regierungen garantieren müssen.
Admiral Gherardi war so erpicht, einen schnellen Erfolg zu erzielen, dass er es unterließ, sich der Unterstützung des damaligen US-Gesandten in Port-au-Prince, Frederick Douglass, zu versichern und das Schreiben daher voreillig allein unterzeichnete. Der haitianische Außenminister Joseph-Anténor Firmin nutzte diesen Fehltritt aus, um den Konteradmiral nach einer Ermächtigung zu befragen, die dieser jedoch nicht besaß, sodass Gherardi zunächst eine solche Befähigung aus Washington, D.C. anfordern musste. Als das Ermächtigungsschreiben von Präsident Harrison in Port-au-Prince eintraf, war die öffentliche Meinung in der Hauptstadt derart hitzig und spannungsgeladen, dass es für Präsident Hyppolite so gut wie unmöglich war auch nur den geringsten Vorteil gegenüber den Vereinigten Staaten zu erklären. Es kam zu einer Verschwörung in Port-au-Prince gegen Präsident Hyppolite, der alle Verdächtigen verhaften ließ. Als diese am 28. Mai 1889 befreit werden sollten, wurden alle erschossen. Außenminister Firmin bestand hartnäckig auf die Einhaltung der Verfassung, die jede Veräußerung von Staatsgebiet untersagte, was zur Beendigung des Themas führte. Der US-Gesandte Douglass wurde fälschlicherweise für das Fehlverhalten des Konteradmirals verantwortlich gemacht und abberufen.
Präsident Harrison und sein Außenminister Blaine waren jedoch nicht entmutigt durch diesen Fehlschlag und wandten sich 1892 auf der Suche nach einem geeigneten Marinestützpunkt an die Dominikanische Republik. Der Nachfolger von Douglass als Gesandter in Port-au-Prince und Geschäftsträger in der dominikanischen Hauptstadt Santo Domingo, Durham, wurde beauftragt die Bucht von Samaná für eine Summe von 250.000 US-Dollar für einen Zeitraum von 99 Jahren zu pachten. Der damalige dominikanische Außenminister, General Ignacio María González, überstürzte allerdings die Erklärung über die Unterzeichnung eines derartigen Pachtvertrages und machte dadurch die Absichten der USA offenkundig, so dass er unmittelbar darauf ins Exil gehen musste. Dieses Ereignis führte dazu, dass US-Präsident Harrison und der dominikanische Präsident Ulises Heureaux alle weiteren Unterhandlungen aufgeben musste.

#### Sonstige Ereignisse und Tod im Amt
Nach der Beendigung der Affäre um die Halbinsel Môle Saint-Nicolas kam die Regierung von Präsident Hyppolite zu einer Übereinkunft mit der französischen Gesandtschaft bezüglich der Praxis der bisher gezeigten Nachsicht über die Gewährung von Staatsangehörigkeiten auf dem Gebiet Haitis. Haitianische Staatsangehörige, die nachweisen konnten, dass sie französischer Abstammung seien, hatten die Möglichkeit, sich bei der französischen Gesandtschaft als französische Staatsbürger registrieren zu lassen. Außenminister Firmin unternahm damit eine Beendigung dieses verfassungswidrigen Missbrauchs. Nach einer langen Diskussion gab Frankreich nach und erkannte den haitianischen Standpunkt an. Im Anschluss kam es zu einer Weisung an den französischen Gesandten durch die Regierung in Paris zur Löschung der zu Unrecht erworbenen Staatsangehörigkeiten.
Präsident Hyppolite hielt daneben gute Beziehungen zu allen ausländischen Staaten. 1892 kam es zur Aufnahme von diplomatischen Beziehungen zum Heiligen Stuhl durch die Akkreditierung eines Delegierten und Außerordentlichen Gesandten in Port-au-Prince.

Ausstellungsgelände Chicago 1893

Um den Handel und die Bekanntheit haitianischer Produkte im Ausland zu steigern, nahm Haiti an der Weltausstellung in Chicago 1893 teil, wo es mehrere Preise bekam.
Des Weiteren widmete der Präsident seine Aufmerksamkeit den öffentlichen Baumaßnahmen nach der Neuorganisation des Ministeriums für öffentliche Arbeiten. Neben Schiffsanlegeplätzen wurden große Märkte in Port-au-Prince und Cap-Haïtien errichtet. In mehreren Orten wurden Kanäle zur Wasserversorgung und Telegrafenverbindungen zwischen den Hauptorten der Départements gebaut und erstmals das Telefon eingeführt. 1892 ließ er auf dem Zentralfriedhof von Port-au-Prince ein Mausoleum für den Vater der Unabhängigkeit, Jean-Jacques Dessalines, errichten. Neben den Straßen befanden sich auch Landwirtschaft und Handel in blühendem Zustand. Dadurch war es der Republik Haiti möglich seine Schulden zu begleichen für das 18 Prozent Zinsen pro Jahr zu zahlen waren. Zu diesem Zweck wurde noch 1896 ein Kredit in Höhe von 50 Millionen Francs zu einem Jahreszins von sechs Prozent an der Börse von Paris ausgehandelt. Dieses war die letzte große Maßnahme während Hyppolites Amtszeit.
Verglichen mit vielen vorherigen Regierungen gab es in seiner Amtszeit eine gewisse Form von Demokratie. Insbesondere gab es keine Pressezensur und auch die Senatoren und Abgeordneten konnte ihre Mandatstätigkeit ohne Einschüchterungen und Störungen ausüben.
Allerdings war auch seine Regierung nicht völlig frei von Unruhen. So kam es 1895 zu Verhaftungen, nachdem sich der Kommandeur der Armeeeinheiten im Norden Haitis, General Pierre Nord Alexis, gegen ihn gestellt hatte.
Hyppolite setzte seine Amtsführung vor seine eigene Gesundheit und plante gegen den Ratschlag seiner Ärzte eine ausgedehnte Reise nach Jacmel im Südosten Haitis. Allerdings verstarb er noch vor dem Verlassen des Regierungssitzes von Port-au-Prince am 24. oder 25. März 1896 auf dem Rücken seines Pferdes an den Folgen einer Apoplexie.
Nach seinem Staatsbegräbnis am 26. März 1896 übernahm bis zur Wahl eines Nachfolgers am 31. März ein aus Tirésias Simon-Sam, Tancrède Auguste und Solon Ménos bestehender Rat der Staatssekretäre die Amtsgeschäfte.